# Creation Entertainment
Creation Entertainment est une société de divertissement américaine à but lucratif située à Glendale, en Californie, qui produit des conventions de fans de divers films et séries télévisées, principalement dans les genres de la science-fiction, de l'horreur et du fantastique. La société organise une vingtaine de conventions par an dans divers endroits tels que Chicago, et Burbank. La société a été fondée en 1971 par les fans de bandes dessinées Gary Berman et Adam Malin à New York.